# Az előhívás modelljei
Az előhívás modelljei. A 20. század második felében számos kísérletet tettek az emberi emlékezet előhívási mechanizmusainak pontos leírására. A leghíresebbek Saul Sternberg, John R. Anderson és Gordon H. Bower, illetve Endel Tulving modelljei voltak.

## Végigfutó szeriális keresési modell
A 20. század közepéig az emlékezeti kísérletek nagyrészt a hibák mérésével foglalkoztak. Saul Sternberg 1966-ban publikált tanulmánya rámutatott erre a problémára. Szerinte az emlékezet sikeres működését kellene vizsgálni, mivel az emlékek jelentős hányadának ehhez van köze. Ennek megfelelően nem a hibákat, hanem az időt kell mérni.
Kísérleti módszerének egy rövid távú és egy hosszú távú változata is van. (Az alapelv mindkettőnél ugyanaz.)

### Rövid távú
A kísérleti személynek egy 1-6 elemet tartalmazó véletlenszerű számsorozatot kell megtanulnia. Rövid idő elteltével egy próbaszámot mutatnak neki, amelyről el kell döntenie, hogy benne volt-e az előbb látott sorozatban. „Igen” és „nem” válasz esetén is meg kell nyomnia egy gombot, ennek segítségével mérik a reakcióidejét. Minden próbában más számsorozat szerepel, a kísérleti személynek a döntésnél csak az aktuális próbaszám előtti sorozatot kell figyelembe vennie.

### Hosszú távú

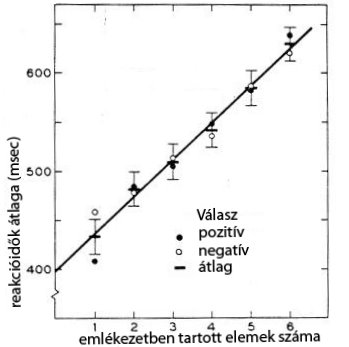
Sternberg diagramja

Nem változnak próbáról próbára a megtanulandó számok. Pl.: ha az első alkalommal 1 és 3 volt a számsorozat, a következőnél 1,3,7,8 lesz.
Mindkét változatra igaz, hogy a reakcióidő nagysága lineárisan növekszik az emlékezetben tartott elemek növekedésével. Tehát minél több számot kell fejben tartani, annál lassabb lesz a válaszidő. A másik érdekesség, hogy a pozitív és a negatív válaszok esetében megegyezik a függvény meredeksége.
Sternberg az emberi agy és a számítógép között párhuzamot vont: szerinte az 1-9 közötti számok helyeket jelölnek, és egy sorozat bemutatásakor az aktuális számok helyére jelzések kerülnek. A próbaszám megjelenésénél az összes jelzett helyet végig kell ellenőrizni. Sternberg feltételezte, hogy ez a keresés végigfutó természetű, tehát ha megtalálta a keresett számot, ha nem, akkor is végigfut, és csak a végén jelenik meg a válasz. Ezzel magyarázta a pozitív és negatív görbék megegyezését.
Későbbi kutatások kimutatták, hogy a válasz inkább a nyomerősségen múlik, mint a „jelzés” meglétén (Monsell, 1978).
Ennek ellenére ma is rendkívül népszerű a Sternberg-modell, többnyire drogok és agykárosodás hatásainak vizsgálatánál használják.

## Generáló-felismerési modellek
A hosszú távú emlékezeti előhívás vizsgálatára úgynevezett két-folyamat-modelleket dolgoztak ki, ilyen például Kintsch (1970) valamint Anderson és Bower (1972) munkája. A modellek szerint a tanulásnál szintén jelölés történik, mint Sternberg tanulmányában, de a felidézés már két fázisból áll: elsőként a lehetséges szavak generálásából, majd annak a felismeréséből, hogy melyik szót látta a személy (ekkor történik a jelzés felismerése).
Ezzel a gyakorisági paradoxon is magyarázható: a felidézés jobb lesz a gyakoribb szavaknál, mivel könnyebb generálni őket, de korábban többet is találkoztunk velük, így a felismerést megzavarhatja.

## Szinergisztikus ekfória-modell
Előzmény: Tulving és Thomson (1973) eredményei, miszerint egyes elemeket fel tudunk idézni, de nem tudjuk felismerni őket. A kísérlet: a kísérletvezető erősen kapcsolódó szópárokat gyűjt össze, pl.: hideg-meleg, majd a párok egyik feléből tanulólistát készít, és hozzájuk gyengén kapcsolódó szavakat társít, pl.: hideg-föld. A kísérleti személy ezt a listát tanulja meg. Ezután az erősen kapcsolódó párjaikat mutatják be, és kérik, hogy ezekhez asszociálódó szavakat mondjon. (Többnyire az erősen kapcsolódó listán lévő szavakat mondják vissza: meleg -> hideg.) A kísérleti személy ekkor végignézi a „produkált szavakat”, és meg kell jelölnie a tanult listán szereplőeket. (Ezen a példán szemléltetve a hideget meg kell jelölnie, hiszen ott volt a tanulólistán.) Tulvingék azonban azt az eredményt kapták, hogy a kísérleti személyek nem ismerik fel a tanult elemeket. A gyengén kapcsolódó párjaikra viszont fel tudtak idézni sok olyan szót (föld bemutatására -> hideg), amit előzőleg nem jelöltek meg tanult elemként.
Ezek alapján dolgozta ki Tulving a szinergisztikus ekfória-modellt. E szerint a felidézésben és a felismerésben ugyanazok a folyamatok vesznek részt, a kulcs a hívóingerek különbségében van.1983-ban kiadott tanulmányában ismerteti az általános absztrakt feldolgozási rendszert (angol rövidítése: GAPS), melynek egyszerűsített változata:
Ez alapján a tanulás nem egy jelölés elhelyezése, hanem egy emléknyom kiépítése. Az ekfória során az emléknyom és a hívóinger összekapcsolódásából születik meg a „tudatos felidézési élmény”.
Az előző kísérleti példán szemléltetve: az eredeti tanulólistán a hideg-föld szópár szerepelt, tehát a ’föld’ hatással volt arra, hogy a ’hideg’ szót milyen környezetben kódolta a kísérleti személy. Ez jelenthetett fagyott földet, vagy akár halállal kapcsolatos társítást is. Amikor a ’meleg’ szóra asszociatív válaszként jön a ’hideg’, akkor teljesen más kódolási környezet jön létre, tegyük fel: hideg-meleg fürdő. Mivel két eltérő emléknyomot eredményezett a két különböző kódolás, nem valószínű, hogy fel fogja ismerni a személy az adott szót. A hívóingeres felidézésnél a ’föld’ szót kapják, ami része volt az eredeti kódolási környezetnek, így jóval nagyobb valószínűségben idézik fel a ’hideg’ szót a kísérleti személyek.

## Lásd még
- Emlékezet